# PLY
PLY是一種電腦檔案格式，全名為多邊形檔案（Polygon File Format）或 史丹佛三角形檔案（Stanford Triangle Format）。

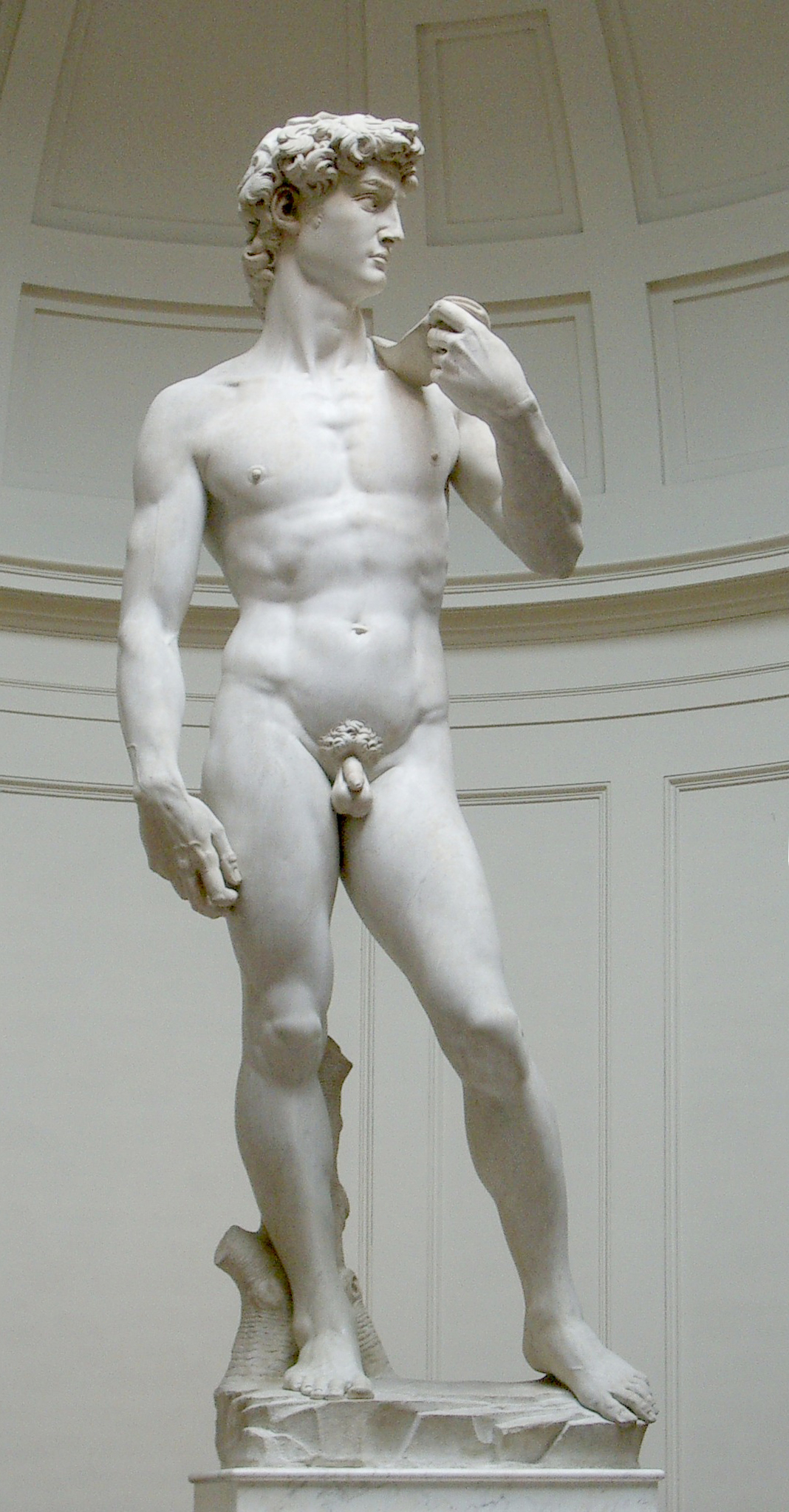
史丹佛大學的 The Digital Michelangelo Project計畫採用PLY格式儲存極高解析度之米開朗基羅的作品"大衛"雕塑。

該格式主要用以儲存立體掃描結果的三維數值，透過多邊形片面的集合描述三維物體，與其他格式相較之下這是較為簡單的方法。它可以儲存的資訊包含顏色、透明度、表面法向量、材質座標與資料可信度，並能對多邊形的正反兩面設定不同的屬性。
在檔案內容的儲存上PLY有兩種版本，分別是純文字（ASCII）版本與二元碼（binary）版本，其差異在儲存時是否以ASCII編碼表示元素資訊。

## 檔案格式
（本文並未提供完整的格式描述，以下僅介紹PLY的基本概念與格式）
每個PLY檔都包含檔頭（header），用以設定網格模型的「元素」與「屬性」，以及在檔頭下方接著一連串的元素「數值資料」。一般而言，網格模型的「元素」就是頂點（vertices）、面（faces），另外還可能包含有邊（edges）、深度圖樣本（samples of range maps）與三角帶（triangle strips）等元素。無論是純文字與二元碼的PLY檔，檔頭資訊都是以ASCII編碼編寫，接續其後的數值資料才有編碼之分。PLY檔案以此行：
```
 ply
```

開頭作為PLY格式的識別。接著第二行是版本資訊，目前有三種寫法：
```
 format ascii 1.0
 format binary_little_endian 1.0
 format binary_big_endian 1.0
```

其中ascii, binary_little_endian, binary_big_endian是檔案儲存的編碼方式，而1.0是遵循的標準版本（現階段僅有PLY 1.0版）。在檔頭中可使用'comment'作為一行的開頭以編寫註解，例如：
```
 comment This is a comment!
```

描述元素及屬性，必須使用'element'及'property'的關鍵字，一般的格式為element下方接著屬性列表，例如:
```
 element <element name> <number in file>
 property <data_type> <property name 1>
 property <data_type> <property name 2>
 property <data_type> <property name 3>
```

'property'不僅定義了資料的型態，其出現順序亦定義了資料的順序。內定的資料形態有兩種寫法：一種是char uchar short ushort int uint float double,另外一種是具有位元長度的int8 uint8 int16 uint16 int32 uint32 float32 float64。
例如，描述一個包含12個頂點的物體，每個頂點使用3個單精度浮點數 (x,y,z）代表點的座標，使用3個unsigned char代表頂點顏色，顏色順序為 (B, G, R),則檔頭的寫法為：
```
 element vertex 12
 property float x
 property float y
 property float z
 property uchar blue
 property uchar green
 property uchar red
```

其中vertex是內定的元素類型，接續的6行property描述構成vertex元素的數值欄位順序代表的意義，及其資料形態。
另一個常使用的元素是面。由於一個面是由3個以上的頂點所組成，因此使用一個「頂點列表」即可描述一個面, PLY格式使用一個特殊關鍵字'property list'定義之。
例如，一個具有10個面的物體，其PLY檔頭可能包含：
```
 element face 10
 property list uchar int vertex_indices
```

'property list'表示該元素face的特性是由一行的頂點列表來描述。列表開頭以uchar型態的數值表示列表的項目數，後面接著資料型態為int的頂點索引值（vertex_indices），頂點索引值從0開始。
最後，標頭必須以此行結尾：
```
 end_header
```

檔頭後接著的是元素資料（端點座標、拓樸連結等）。在ASCII格式中各個端點與面的資訊都是以獨立的一行描述，而二元編碼格式則連續儲存這些資料，載入時須以'element'定義的元素數目以及'property'中設定的資料形態計算各筆欄位的長度。

## 範例
一個典型的PLY檔案結構分成三部分：
```
 檔頭 (從ply開始到end_header）
 頂點元素列表
 面元素列表
```

其中的頂點元素列表一般以x y z方式排列，形態如檔頭所定義；而面元素列表是以下列格式表示。
```
 <組成面的端點數N> <端點#1的索引> <端點#2的索引> ... <端點#N的索引>
```

例如畫出一個有4個頂點，4個面的四面體，檔案內容為:
```
 ply
 format ascii 1.0
 comment這是一個正四面體
 element vertex 4
 property float x
 property float y
 property float z
 element face 4
 property list uchar int vertex_index
 end_header
 0 3 0
 2.449 -1.0 -1.414
 0 -1 2.828
 -2.449 -1.0 -1.414
 3 0 1 3
 3 0 2 1
 3 0 3 2
 3 1 2 3
```

其中1~10行是檔頭, 11~14行是頂點元素列表, 15~18行則是面元素列表。

## 歷史
PLY格式發展於90年代中期，在史丹佛大學圖學實驗室的Marc Levoy教授指導下，由Greg Turk及其他成員開發出來。PLY格式受Wavefront .obj格式的啟發，但改進了Obj格式所缺少的對任意屬性及群組的擴充性。因此PLY格式發明了"property"及"element"這兩個關鍵詞，來概括「頂點、面、相關資訊、群組」的概念。

## 外部連結
- Greg Turk撰寫的PLY格式文件（页面存档备份，存于）
- PLY - Polygon File Format（页面存档备份，存于）（內含格式範例檔）
- 一些支援PLY的工具（页面存档备份，存于）
- 讀取、寫入PLY檔的函式庫
- 以PLY格式儲存的大量三維模型（页面存档备份，存于）